# Taja Bodlaj
Taja Bodlaj, född 29 maj 2006 i Tržič, är en slovensk backhoppare. Vid Juniorvärldsmästerskapen i nordisk skidsport 2022 i Zakopane tog hon silver bakom lagkamraten Nika Prevc. Det blev även guld tillsammans med det slovenska laget och silver i den mixade tävlingen. En dryg vecka innan blev hon trea vid en tävling i kontinentalcupen i backhoppning i Brotterode-Trusetal. Hon har också haft framgångar i Alpen Cup.
Bodlaj tävlar för skidklubben NSK Trzic FMG.